# SuriPop VIII
SuriPop VIII was een muziekfestival in Suriname op 8 juli 1994.
De finale werd gehouden in Paramaribo. Martha Tjoe Ny won dit jaar de Jules Chin A Foeng-trofee met zijn lied Lobi singi. Het werd gezongen door Astrid Belliot. Het arrangement werd geschreven door Marcel Balsemhof. ATV zorgde voor de productie van de videoclips. Een kaart kostte Sf 500.

## Finale
In de voorselectie koos de jury twaalf liederen. Deze kwamen in de finale uit en werden op een muziekalbum uitgebracht. Op het album uit 1994 stonden de volgende nummers:
| Nr. | Lied                      | Vocalisten                      | Componisten                    | Duur |
| --- | ------------------------- | ------------------------------- | ------------------------------ | ---- |
| 1   | Singi simba               | Ria & Mahalia Breidel           |                                | 3:53 |
| 2   | Ala ten nanga yu          | Ruben Sweedo                    | Erik Refos & Siegfried Gerling | 4:18 |
| 3   | Lobi singi                | Astrid Belliot                  | Martha Tjoe Ny                 | 3:37 |
| 4   | Sranan now                | Henk Plein                      |                                | 3:17 |
| 5   | Mi no sabi                | Sharon Sastrosoediono           |                                | 3:59 |
| 6   | Den dey di e gi mi krakti | Conchita Berggraaf              | Gerda Tjien Fooh               | 3:51 |
| 7   | Switi bosi, waran brasa   | Andrea Rickets                  | Erik Refos                     | 4:01 |
| 8   | Omu f'fe                  | Anne Goedhart                   |                                | 3:06 |
| 9   | Ini wan dren              | Trees Raliem & Brian Muntslag   | Ricky Cheng A June             | 5:09 |
| 10  | Yu portreti               | Aida Zeefuik & Olsthen Landveld |                                | 4:13 |
| 11  | Those few moments         | Haidy Jubitana                  | Gerda Tjien Fooh               | 4:33 |
| 12  | San w'e tai               | Joey van Riessen                |                                | 4:53 |

I (1982) · II (1983) · III (1984) · IV (1986) · V (1988) · VI (1990) · VII (1992) · VIII (1994) · IX (1996) · X (1998) · XI (2000) · XII (2002) · XIII (2004) · XIV (2006) · XV (2008) · XVI (2010) · XVII (2012) · XVIII (2014) · XIX (2016) · XX (2018) · XXI (2022) · Kerstsongeditie (2023) · XXII (2024)